# Conseil de la recherche médicale
Le Conseil de la recherche médicale (Medical Research Council, MRC) est une organisation britannique dont la mission est « d'améliorer la santé humaine à travers la recherche médicale à l'échelle internationale. »